# Luca Turilli
Luca Turilli (født 5. marts 1972) er en italiensk musiker, multiinstrimentalist, komponist, arrangør og musikproducer, der har været engageret i forskellige musikprojekter fra trance og elektronisk musik i hans første kompositioner til symfonisk metal og moderne poop og klaverkompositioner. Han er en af grundlæggerne af det symfoniske power metalband Rhapsody, senere omdøbt til Rhapsody of Fire, hvor han har komponeret og arrangeret alt musik med sin kollega Alex Staropoli fra 1997 til 2011.
I begyndelsen af 2000'erne arbejdede han med en trilogi af soloalbums og udgav et enkelt album under navnet Luca Turilli's Dreamquest, et symfonisk metal/rockprojekt kombineret med electro pop-elementer, som han lavede sammen med Dominique Leurquin. Efter han forlod Rhapsody of Fire i 2011 har han udgivet yderlige tre albums under navnet Luca Turilli's Rhapsody og ét under navnet Turilli / Lione Rhapsody. Selvom hans tekster i Rhapsody of Fire omhandlede episke kampe, sværd og troldom fantasy, særligt en saga han selv skrev, så handler teksterne i hans senere albums primært om naturvidenskab, metafysik, psykologi, antropologi og generelt om livets mysterier, der også er en af Turillis interesser.
I 2020 annoncerede han, at han ville udgivet sit debutalbum på klaver inspireret af kunstere som Yann Tiersen, Ludovico Einaudi og Yiruma.

## Diskografi
| Studiealbums: - King of the Nordic Twilight (1999) - Prophet of the Last Eclipse (2002) - The Infinite Wonders of Creation (2006) Studiealbums: - Legendary Tales (1997) - Symphony of Enchanted Lands (1998) - Dawn of Victory (2000) - Rain of a Thousand Flames (2001) - Power of the Dragonflame (2002) - Symphony of Enchanted Lands II – The Dark Secret (2004) - Triumph or Agony (2006) - The Frozen Tears of Angels (2010) - From Chaos to Eternity (2011) EP'er og livealbums: - The Dark Secret (2004) - Live in Canada 2005: The Dark Secret (2006) - The Cold Embrace of Fear – A Dark Romantic Symphony (2010) | Studiealbums: - Lost Horizons (2006) Studiealbums: - Ascending to Infinity (2012) - Prometheus, Symphonia Ignis Divinus (2015) Livealbums: - Prometheus, The Dolby Atmos Experience + Cinematic and Live (2016) Studiealbums: - Zero Gravity (Rebirth and Evolution) (2019) |